# Besuki (Wadaslintang)
Besuki is een bestuurslaag in het regentschap Wonosobo van de provincie Midden-Java, Indonesië. Besuki telt 2453 inwoners (volkstelling 2010).